# Андресен, Яльмар
Яльма́р А́ндресен (норв. Hjalmar Andresen; 18 июля 1914 — 22 июня 1982) — норвежский футболист, играл на позиции полузащитника. Участник чемпионата мира 1938 года.

## Биография

### Игровая карьера
Всю свою карьеру играл за «Сарпсборг», в составе которого в 1940 и 1949 годах выиграл два Кубка Норвегии. Его карьера, как и карьера других футболистов, была прервана из-за Второй мировой войной и последующей оккупации Норвегии. Завершил карьеру в 1949 году.
Входил в состав сборной Норвегии на чемпионате мира 1938 года, но турнире был запасным игроком и на поле не выходил. Всего за сборную Норвегии сыграл 6 матчей.

### Смерть
Скончался 22 июня 1982 года в возрасте 67 лет.

## Достижения
«Сарпсборг»
- Обладатель Кубка Норвегии (2): 1940, 1949